# Castelli (kommunhuvudort i Argentina, Buenos Aires)
Castelli är en kommunhuvudort i Argentina.   Den ligger i provinsen Buenos Aires, i den östra delen av landet, 170 km söder om huvudstaden Buenos Aires. Castelli ligger 11 meter över havet och antalet invånare är 6 859.
Terrängen runt Castelli är mycket platt. Runt Castelli är det mycket glesbefolkat, med 3 invånare per kvadratkilometer.. Det finns inga andra samhällen i närheten. 
Trakten runt Castelli består till största delen av jordbruksmark.